# Grüße aus Fukushima
Grüße aus Fukushima ist ein deutscher Spielfilm aus dem Jahr 2016, der vor dem Hintergrund des Tōhoku-Erdbebens von 2011 und der darauf folgenden Nuklearkatastrophe von Fukushima das Thema des Verlusts und der persönlichen Schuld beleuchtet. Er handelt von der Beziehung zweier ungleicher Frauen, der alten Geisha Satomi und der jungen Marie, die jeweils ihre eigenen Lebenskrisen bewältigen und dabei Freundschaft schließen. "Was, wenn ich alles verlöre, was mir lieb ist?", fragt Marie leitmotivisch in einer der ersten Einstellungen. 
Der Film entstand an Originalschauplätzen. Als Schwarz-Weiß-Film verbindet er zeitgenössische Originalaufnahmen des Tsunamis mit quasi-dokumentarischen Bildern aus dem Katastrophengebiet und von Überlebenden, den Bewohnern einer „Temporary Housing Community“ in Minamisōma.

## Inhalt
Marie reist nach ihrer geplatzten Hochzeit und einem Suizidversuch für die Organisation Clowns4Help/Clowns ohne Grenzen in die Präfektur Fukushima. Dort begegnet sie Satomi. Trotz Warnungen will sie zu ihrem in der Sperrzone gelegenen verwüsteten Haus zurückkehren. Marie ist mit der Situation in der Notunterkunft überfordert und merkt, dass sie als Clown keine Hilfe für die Überlebenden ist. Auf ihrer Abreise nach Deutschland entschließt sie sich im letzten Moment dazu, ins Sperrgebiet zurückzukehren und Satomi ihre Hilfe anzubieten, die diese nur zögerlich annimmt. Es entwickelt sich eine Freundschaft zwischen Marie und Satomi. Satomi bedauert, keine Schülerin mehr zu haben, die sie als Geisha ausbilden könne und dass ihre Lieder mit ihr sterben würden.
Satomi erzählt vom Tag des Tsunamis und ihrer damaligen Schülerin, Yuki. Diese rettete sich auf den gleichen Baum wie sie, überlebte aber nicht. Nachts erscheinen die Geister der Verstorbenen, darunter auch Yuki. Als der Geist Yukis Marie bis ins Haus verfolgt, beichtet Satomi, dass sie glaubt, sie habe Yuki an jenem Tag aus Versehen vom Baum heruntergestoßen – sicher wisse sie es nicht.
Marie kann einen Suizid Satomis knapp verhindern – sie versucht, sich an dem Baum zu erhängen, von dem sie Yuki vermeintlich in den Tod gestoßen hatte. Die beiden beschließen einen Urlaub, den "Radiation Vacation". Nun erzählt Marie ihre Geschichte: Sie betrog ihren Verlobten zwei Wochen vor der Hochzeit mit seinem besten Freund. Nach diesem Geständnis treffen Marie und Satomi in einem Lokal Satomis Tochter. Bei ihr zu Hause erfährt Marie von der schwierigen Beziehung, der Entfremdung zwischen Mutter und Tochter und von der Eifersucht der Tochter auf die Geisha-Schülerinnen Satomis.
Nach Satomis und Maries Rückkehr näht Satomi für Yuki eine Puppe als „Ehemann“ gegen ihre Einsamkeit und bittet Marie, sie zu übergeben. Der Geist Yukis nimmt die Puppe dankbar entgegen und entfernt sich. Schließlich kann Satomi eine Maiko, eine Geisha in Ausbildung, in Gesang und Tanz unterrichten. In diesem Moment verlässt Marie Satomi. Bevor sie abreist, sägt sie den Ast ab, an dem sich Satomi erhängen wollte. Satomi betrachtet am Schluss befreit lachend den astlosen Baum.
Der Film nimmt vielfältig Bezug auf den japanischen Volksglauben, z. B. auf das Motiv der Katze (vgl. Bakeneko, Maneki-neko und Nekomata) und auf fiktive Geisterwesen – so lässt sich Yuki als Totengeist (Yūrei oder Onryō) interpretieren.

## Rezeption
Die Süddeutsche Zeitung schrieb, der Film erinnere in seiner anfänglichen Didaktik an die Sendung mit der Maus, habe aber auch wunderbare Dialoge. Die Begegnung mit einer der alten Überlebenden, der letzten Geisha von Fukushima, bringe nicht nur Marie, sondern auch den Film auf die richtige Spur.

## Auszeichnungen
- 2016: Bayerischer Filmpreis, beste Darstellerin Rosalie Thomass
- 2016: Heiner-Carow-Preis der DEFA-Stiftung auf der Berlinale
- 2016: Nominierungen für den Deutschen Filmpreis in den Kategorien „Bester Spielfilm“ und „Beste weibliche Hauptrolle“